# Karl Müller (Altphilologe)
Karl Wilhelm Ludwig Müller, auch in den Schreibweisen Carl Müller, latinisiert Carolus Müller oder Carolus Mullerus, in Frankreich auch als Charles Müller (* 13. Februar 1813 in Clausthal; † 1894 in Göttingen) war ein deutscher Klassischer Philologe, Paläograf, Historiker und Kartograf.

## Leben
Karl Müller und sein Bruder Theodor kamen als Söhne eines Kaufmannes zur Welt. Beide studierten an der Universität Göttingen, an der Theodor später auch als Romanist und Anglist lehrte. Karl Müller wurde mit der Arbeit De Aeschyli Septem contra Thebas promoviert. Er schlug zunächst eine Schulkarriere ein und wurde noch 1836 Gymnasialprofessor am Gymnasium in Clausthal. 1840 schied er aus dem Schuldienst und ging als Privatgelehrter nach Paris. Forschungsreisen führten ihn nach Spanien, London, Rom und Konstantinopel. Dabei suchte er in Archiven nach alten Manuskripten antiker Autoren. 
In Frankreich gilt Müller, der in Französisch und Englisch publizierte, als Vertreter der dortigen deutschen Altphilologie, die zu dieser Zeit die weltweite Vorrangstellung genoss. Müller wurde vor allem durch seine Herausgabe der Fragmenta historicorum Graecorum (fünf Bände, 1841 bis 1872, gemeinsam mit seinem Bruder (Band 1) und Victor Langlois (Band 5, 2)) und der Geographi Graeci minores (kurz GGM, von 1855 bis 1861, in der Reihe Scriptorum Graecorum bibliotheca des Herausgebers Johann Friedrich Dübner beim Verleger Ambroise Firmin Didot) bekannt. Obwohl die Ausgabe der Fragmenta historicorum Graecorum vor allem dank des von Müller erstellten sorgfältigen wissenschaftlichen Apparates sehr geschätzt wurde, ist ihre Bedeutung seit der Bearbeitung der Fragmente der griechischen Historiker durch Felix Jacoby nahezu gänzlich verschwunden. Die Arbeit an den Geographi Graeci minores trug schon 1855 mit der Erstellung einer Landkarte (tabulae) erste Früchte. Sie gipfelte in einem Kartenwerk mit fast 50 Karten, dem Ein Atlas der alten Geographie folgte, der zwischen 1872 und 1874 bei John Murray in London erschien. In diesem Werk verarbeitete Müller nicht nur die philologischen, sondern auch die archäologischen Erkenntnisse seiner Zeit. Nachdem Dübner 1867 verstorben war, übernahm Müller dessen Arbeiten für Firmin Didots Verlag. Die Zusammenarbeit gestaltet sich wegen Angriffen von außerhalb als schwierig, so warf der Byzantinist Emmanuel Miller Firmin-Didot eine antifranzösische Einstellung vor. Somit kam es in der Folgezeit nur zu wenigen Veröffentlichungen. Seit 1869 scheint Müller seinen Hauptwohnsitz wieder in Hannover genommen zu haben. Die von 1883 bis 1901 – teilweise postum – herausgegebene Ausgabe der Geographike Hyphegesis des Claudius Ptolemäus war lange Zeit die Standardausgabe des Werkes.

## Schriften
- Fragmenta historicorum Graecorum, Collegit, disposuit, notis et prolegomenis illustravit, indicibus instruxit Carolus Müllerus, Paris 1841–1872, 5 Bände (Scriptorum graecorum bibliotheca, Bände 34, 37, 40 und 59) (Digitalisat), Neuauflagen 1875–1885, 1928–1938.
- Diodori Siculi Bibliothecae historicae quae supersunt, éd. grecque et trad. latine par Ludwig Dindorf et Karl Müller, Paris, 1842–1844, 2 vol. (Scriptorum graecorum bibliotheca, 17 et 21).
- Herodoti Historiarum libri IX, éd. grecque et trad. latine par Wilhelm Dindorf et Karl Müller, Paris, 1844 (Scriptorum Graecorum bibliotheca, Band 22) (Digitalisat), Neuauflagen 1858 und 1877.
- Arriani Anabasis et Indica. Scriptores rerum Alexandri Magni [Historiens d'Alexandre], éd. grecque et trad. latine par Jean-Frédéric Dübner et Karl Müller, Paris 1846 (Scriptorum graecorum bibliotheca, Band 25), Reprint Chicago, 1979, ISBN 0-89005-273-5.
- Orationes Attici, éd. grecque et trad. latine par Johann Georg Baiter, Ernst Anton Julius Ahrens et Karl Müller, Paris 1846–1854, 2 Bände (Scriptorum Graecorum bibliotheca, Bände 27 und 43) (Digitalisat).
- Flavii Josephi Opera, éd. grecque et trad. latine par  Wilhelm Dindorf, Jean-Frédéric Dübner, Karl et Theodor Müller, Paris 1845–1847, 2 Bände. (Scriptorum Graecorum bibliotheca, Bände 23 und 32).
- Strabonis Geographica. Graece cum versione reficta, éd. grecque et trad. latine par Karl Müller et Jean-Frédéric Dübner, Paris 1853–1858 [?], 2 Bände. (Scriptorum Graecorum bibliotheca, Band 41) (Digitalisat).
- Geographi Graeci minores. Tabulae in Geographos graecos minores instructae, pars prima, Paris 1855 (Scriptorum graecorum bibliotheca, Band 45) (Digitalisat), Reprint Hildesheim 1965 und 1990, ISBN 3-487-09220-4, für Band 3 ISBN 3-487-09217-4
- Geographi Graeci minores, e codicibus recognovit, prolegomenis annotatione indicibus instruxit tabulis aeri incisis illustravit, vol. 1, éd. grecque et trad. latine par Karl Müller, Paris 1855 (Scriptorum graecorum bibliotheca, Band 44) (Digitalisat, Digitalisat, Digitalisat), Reprint Hildesheim, 1965 et 1990, ISBN 3-487-09218-2.
- Geographi Graeci minores, vol. 2, éd. grecque et trad. latine par Karl Müller, Paris 1861 (Scriptorum graecorum bibliotheca, Band 54) (Digitalisat, Digitalisat), Reprint Hildesheim, 1965 und 1990, ISBN 3-487-09219-0
- Claudii Ptolemaei geographia [Bücher1–5], éd. grecque et trad. latine par Karl Müller puis par Curt Theodor Fischer, Paris 1883–1901, 2 Bände (Scriptorum Graecorum bibliotheca, Bände 65 und 68).
- Claudii Ptolemaei Geographia. Tabulae XXXVI, Paris 1901.